# 高級專員 (大英國協)
高級專員是大英國協成員國之間的高級外交官，一般來說級別為大使。負責一個國協成員國政府對另一個國協成員國政府的外交代表機構。此種外交代表機構通常被稱為高級專員公署，而不是大使館。

## 概述
高級專員在大英國協的所有56個成員國中使用，因為這些國家之間的外交關係傳統上是政府級別的，而不是國家元首級別的，這在其他方面很常見。這是因為大英國協所有成員國均以英國君主作為大英國協元首。在外交上，高級專員被認為在級別和作用上等同於特命全權大使，全稱是“特命全權高級專員”。